# Jennie Jahns
Jennie Jahns, folkbokförd som Jenny Gabrielle Jahns, född 14 mars 1969 i Täby, är en svensk röstskådespelare. Hon har givit röst till många olika figurer i svenska dubbningar och är den nuvarande rösten för Velma i filmerna om Scooby-Doo.

## Filmografi (i urval)
- Air Buddies – Valpgänget på äventyr – Jackie
- Aloha Scooby-Doo – Velma
- Asterix på olympiaden – fru Senilix
- Barbie i Fairytopia – Den magiska regnbågen – Lumina, älvor och liten älva
- Big Hero 6 – Moster Kate
- Bilar 3 – Sally
- Dagispapporna – Jamies mamma
- Den magiska leksaksaffären – Övriga röster
- Det regnar köttbullar – Övriga röster
- Flykten från hönsgården – Övriga röster
- Fullt hus – Tina Shenk
- Förtrollad (svensk omdubb) – Drottning Narissa
- Harry Potter och hemligheternas kammare – Missnöjda Myrtle
- High School Musical 2 – fru Bolton
- Ice Age – Övriga röster
- Ice Age: Scratattack – Ellie
- Ice Age 4: Jorden skakar loss – Ellie
- Järnjätten – Övriga röster
- Legenden om Tarzan – Titelsång
- Legenden om ugglornas rike – Övriga röster
- Min vän Charlotte – Övriga röster
- Miraculous: Ladybug & Cat Noir på äventyr – Övriga röster
- My Little Pony: Vänskap är magisk – Prinsessan Celestia, Sapphire Shores och Cheerilee (Avsnitt 12)
- Planet 51 – Övriga röster
- Pokémon – Jägare J
- Rasten: Uppdrag rädda sommarlovet – Becky Detweiler
- Scooby Doo 2 – Monstren är lösa – Velma
- Scooby-Doo möter Batman – Velma
- Scooby-Doo möter Harlem Globetrotters – Velma
- Scooby-Doo och Kleopatras förbannelse – Velma
- Scooby-Doo och legenden om vampyren – Velma
- Scooby-Doo och mysteriet med samurajsvärdet – Velma
- Snow Buddies – Valpgänget i Alaska – Jackie
- Snow Dogs – Övriga röster
- Som hund och katt – Carolyn Brody
- Spy Kids – Övriga röster
- Star Wars: The Clone Wars – Asajj Ventress
- Stuart Little – fru Little
- Stuart Little 2 – fru Little
- Tarzan & Jane – Sång
- Titan A.E. – Akima
- Wall-E – Skeppets talarröst
- The Lego Batman Movie – O'Hara
- Toy Story 4 – Bonnies mamma